# Liste de sigles de biologie cellulaire et moléculaire
- Haut – A
- B
- C
- D
- E
- F
- G
- H
- I
- J
- K
- L
- M
- N
- O
- P
- Q
- R
- S
- T
- U
- V
- W
- X
- Y
- Z

## A
- ACP : amplification en chaîne par polymérase (ou réaction en chaîne par polymérase), méthode de biologie moléculaire d'amplification d'ADN in vitro
- ADAM : A Disintegrin And Metalloprotease
- ADN : acide désoxyribonucléique
  - ADNc : ADN complémentaire
- ADP : adénosine diphosphate
- AFLP (amplified fragment-length polymorphism) : voir l'article
- AFM (atomic force microscope) : microscope à force atomique
- AMP : adénosine monophosphate
- AMPA : acide 22-amino-3-(5-méthyl-3-oxo-1,2-oxazol-4-yl)propanoïque (aussi nommé acide alpha-amino-3-hydroxy-5-méthyl-4-isoxazolepropionique), un neurotransmetteur
- AMPc : adénosine monophosphate cyclique
- ANG : acide nucléique à glycol
- ANP : acide nucléique peptidique
- APC (anaphase-promoting complex) : voir gène APC
- ARDRA (amplified ribosomal DNA restriction analysis) : analyse des fragments de restriction de l'ADN ribosomique amplifié
- ARN : acide ribonucléique
  - ARNm : ARN messager
  - ARNnc : ARN non codant
  - ARNnh : ARN nucléaire hétérogène
  - ARNr : ARN ribosomique
  - ARNt : ARN de transfert
- ATM (ataxia telangiectasia mutated) : voir protéine ATM
- ATP : adénosine triphosphate

- Haut – A
- B
- C
- D
- E
- F
- G
- H
- I
- J
- K
- L
- M
- N
- O
- P
- Q
- R
- S
- T
- U
- V
- W
- X
- Y
- Z

## B
- b : base (cf. kb, Mb, etc.)
- BAC (bacterial artificial chromosome) : chromosome artificiel bactérien
- BN-PAGE (blue native poly-acrylamide gel electrophoresis)
- BOLD (blood-oxygen-level dependent) : voir signal BOLD
- BSA (bovine serum albumin) : albumine sérique bovine

- Haut – A
- B
- C
- D
- E
- F
- G
- H
- I
- J
- K
- L
- M
- N
- O
- P
- Q
- R
- S
- T
- U
- V
- W
- X
- Y
- Z

## C
- CAM (cell adhesion molecule) : protéine d'adhésion cellulaire
- CAK (CDK-activating kinase) : kinase activatrice des CDK
- CCK : cholécystokinine, une hormone peptidique gastro-intestinale
- CD : cluster de différenciation
- CDK (cyclin-dependent kinase) : kinase dépendante de la cycline
- CGH array (array comparative genomic hybridization) : puce d'hybridation génomique comparative
- CLHP : chromatographie en phase liquide à haute performance
- CLSM (confocal laser scanning microscopy) : microscope confocal à balayage laser
- CMF : cytométrie en flux
- CMH : complexe majeur d'histocompatibilité
- CN-PAGE (clear native poly-acrylamide gel electrophoresis)
- CNV (copy-number variation) : variabilité du nombre de copies d'un gène
- CPK : phosphocréatine kinase
- CRE (cAMP response element) : élément de réponse à l'AMPc, voir protéine CREB
- CREB (cyclin AMP response element-binding) : protéine CREB
- CRH (corticotropin-releasing hormone) : corticolibérine
- CTD (carboxy-terminal domain) : extrémité C-terminale
- CTP : cytidine triphosphate

- Haut – A
- B
- C
- D
- E
- F
- G
- H
- I
- J
- K
- L
- M
- N
- O
- P
- Q
- R
- S
- T
- U
- V
- W
- X
- Y
- Z

## D
- DAMP (Damage Associated Molecular Pattern) : Motif moléculaire associé aux dégâts

- DAPI (4',6'-diamidino-2-phénylindole) : DAPI, molécule fluorescente capable de se lier fortement à l'ADN
- db : double brin
- dCMP : désoxycytidine monophosphate
- ddNTP : didésoxyribonucléotide
- DEPC (diethylpyrocarbonate) : pyrocarbonate d'éthyle
- DGGE (denaturing gradient gel electrophoresis) : électrophorèse sur gel en gradient dénaturant
- dGMP : désoxyguanosine monophosphate
- dTMP : désoxythymidine monophosphate
- DTT : dithiothréitol

- Haut – A
- B
- C
- D
- E
- F
- G
- H
- I
- J
- K
- L
- M
- N
- O
- P
- Q
- R
- S
- T
- U
- V
- W
- X
- Y
- Z

## E
- EDTA (ethylenediaminetetraacetic acid) : acide éthylène diamine tétracétique
- EGTA (ethyleneglycoltetraacetic acid) : acide éthylène glycol tétracétique
- ELISA (enzyme-linked immunosorbent assay): méthode immuno-enzymatique ELISA
- EMSA (electrophoretic mobility shift assay) : retard sur gel
- EPO : érythropoïétine, une hormone
- EST (expressed sequence tag) : marqueur de séquence exprimée

- Haut – A
- B
- C
- D
- E
- F
- G
- H
- I
- J
- K
- L
- M
- N
- O
- P
- Q
- R
- S
- T
- U
- V
- W
- X
- Y
- Z

## F
- FACS (fluorescence activated cell sorter) : voir cytométrie en flux
- FAST : fluorescence-activating and absorption-shifting tag
- FISH (fluorescence in situ hybridization) : hybridation in situ en fluorescence
- FITC (fluorescein isothiocyanate) : isothiocyanate de fluorescéine
- FPLC (fast protein liquid chromatography)
- FRAP (fluorescence recovery after photobleaching) : redistribution de fluorescence après photoblanchiment
- FRET (fluorescence resonance energy transfer) : transfert d'énergie entre molécules fluorescentes
- FSH (follicle stimulating hormone) : hormone folliculostimulante

- Haut – A
- B
- C
- D
- E
- F
- G
- H
- I
- J
- K
- L
- M
- N
- O
- P
- Q
- R
- S
- T
- U
- V
- W
- X
- Y
- Z

## G
- GABA (gamma-aminobutyric acid) : acide γ-aminobutyrique
- GFP (green fluorescent protein) : protéine fluorescente verte
- GIP : peptide inhibiteur gastrique
- GMP : guanosine monophosphate
- GMPc : guanosine monophosphate cyclique
- GTP : guanosine triphosphate

- Haut – A
- B
- C
- D
- E
- F
- G
- H
- I
- J
- K
- L
- M
- N
- O
- P
- Q
- R
- S
- T
- U
- V
- W
- X
- Y
- Z

## H
- HAC (human artificial chromosome) : chromosome artificiel humain
- HAT : histone acétyltransférase, voir histone
- HDAC : histone-désacétylase, voir histone
- HDL (high density lipoprotein) : lipoprotéine de haute densité
- HIS : hybridation in situ
- HLA (human leukocyte antigen) : antigènes des leucocytes humains
- HPLC (high performance liquid chromatography) : chromatographie en phase liquide à haute performance
- HSP (heat shock proteins) : protéines de choc thermique, une classe de protéines chaperonnes

- Haut – A
- B
- C
- D
- E
- F
- G
- H
- I
- J
- K
- L
- M
- N
- O
- P
- Q
- R
- S
- T
- U
- V
- W
- X
- Y
- Z

## I
- Ig : immunoglobuline
- IHC : immunohistochimie
- IP : immunoprécipitation
- IRES (internal ribosome entry site) : IRES
- IRM : imagerie par résonance magnétique nucléaire
- IRMf : imagerie par résonance magnétique fonctionnelle
- IRP (iron regulatory protein) : protéine régulatrice du fer

## K
- kb : kilobase

- Haut – A
- B
- C
- D
- E
- F
- G
- H
- I
- J
- K
- L
- M
- N
- O
- P
- Q
- R
- S
- T
- U
- V
- W
- X
- Y
- Z

## L
- LDL (low density lipoprotein) : lipoprotéine de basse densité
- LINE (long interspersed nuclear element) : long élément nucléaire intercalé
- LH (luteinizing hormone) : hormone lutéinisante
- LNA (locked nucleic acid) : acide nucléique bloqué
- LPS : lipopolysaccharide
- LTR (long terminal repeat) : séquence terminale longue répétée

- Haut – A
- B
- C
- D
- E
- F
- G
- H
- I
- J
- K
- L
- M
- N
- O
- P
- Q
- R
- S
- T
- U
- V
- W
- X
- Y
- Z

## M
- MAG (myelin-associated glycoprotein) : glycoprotéine d'adhésion à la myéline
- MALDI (matrix-assisted laser desorption/ionization) : désorption-ionisation laser assistée par matrice
- MAP (microtubule-associated protein) : protéine associée aux microtubules
- MEB : microscope électronique à balayage
- MEC : matrice extracellulaire
- Mb : mégabase
- MET : microscope électronique en transmission
- miARN : microARN
- MMR (mismatch repair) : correction des mésappariements
- MRE (MiRNA Response Element) : élément de réponse aux micro-ARNs
- MT : microtubule
- MTOC (microtubule-organizing center) : centre organisateur des microtubules

- Haut – A
- B
- C
- D
- E
- F
- G
- H
- I
- J
- K
- L
- M
- N
- O
- P
- Q
- R
- S
- T
- U
- V
- W
- X
- Y
- Z

## N
- NAD : nicotinamide adénine dinucléotide
- NADP : nicotinamide adénine dinucléotide phosphate
- NER (nucleotide excision repair) : réparation par excision de nucléotides
- NMD (non-sens mediated RNA decay) : dégradation des ARNm non-sens
- NMDA : acide N-méthyl-D-aspartique
- NLS (nuclear localization signal) : signal de localisation nucléaire
- NPC (nuclear pore complex) : voir pore nucléaire
- NPY : neuropeptide Y
- nt : nucléotide

- Haut – A
- B
- C
- D
- E
- F
- G
- H
- I
- J
- K
- L
- M
- N
- O
- P
- Q
- R
- S
- T
- U
- V
- W
- X
- Y
- Z

## O
- ORF (open reading frame) : cadre de lecture ouvert

- Haut – A
- B
- C
- D
- E
- F
- G
- H
- I
- J
- K
- L
- M
- N
- O
- P
- Q
- R
- S
- T
- U
- V
- W
- X
- Y
- Z

## P
- PAGE (poly-acrylamide gel electrophoresis) : électrophorèse sur gel de polyacrylamide
- PAMP (Pathogen-associated molecular pattern) : motifs moléculaires associés aux pathogènes
- pARNi : petit ARN interférent
- pb : paire de bases
- PBS (phosphate buffered saline) : tampon phosphate salin
- PCD (Programmed Cell Death) : mort cellulaire programmée ou apoptose
- PCNA (proliferating cell nuclear antigen) : protéine PCNA
- PCR (polymerase chain reaction) : réaction en chaîne par polymérase (ou amplification en chaîne par polymérase), méthode de biologie moléculaire d'amplification d'ADN in vitro
- PKA : protéine kinase A
- PKB : protéine kinase B
- PPR (Pattern recognition receptor) : Récepteur de reconnaissance de motifs moléculaires
- PRB : protéine du rétinoblastome
- pRNPn : petite ribonucléoprotéine nucléaire
- pré-ARNm : ARN pré-messager

- Haut – A
- B
- C
- D
- E
- F
- G
- H
- I
- J
- K
- L
- M
- N
- O
- P
- Q
- R
- S
- T
- U
- V
- W
- X
- Y
- Z

## Q
- QPCR : PCR quantitative ou PCR en temps réel
- QPNC-PAGE (quantitative preparative native continuous poly-acrylamide gel electrophoresis)
- QSP : quantité suffisante pour

- Haut – A
- B
- C
- D
- E
- F
- G
- H
- I
- J
- K
- L
- M
- N
- O
- P
- Q
- R
- S
- T
- U
- V
- W
- X
- Y
- Z

## R
- RAPD (random amplification of polymorphic DNA) : amplification aléatoire d'ADN polymorphe
- RBS (ribosome binding site) : séquence Shine-Dalgarno (site de fixation du ribosome)
- RCPG : récepteurs couplés aux protéines G
- RE : réticulum endoplasmique
  - REG : réticulum endoplasmique granuleux, aussi appelé réticulum endoplasmique rugueux
  - REL : réticulum endoplasmique lisse
  - RER : réticulum endoplasmique rugueux
- RFLP (restriction fragment length polymorphism) : polymorphisme de longueur des fragments de restriction
- RISC (RNA-induced silencing complex)
- RMN : résonance magnétique nucléaire
- ROS (reactive oxygen species) : dérivé réactif de l'oxygène
- RT-PCR : voir réaction en chaîne par polymérase

- Haut – A
- B
- C
- D
- E
- F
- G
- H
- I
- J
- K
- L
- M
- N
- O
- P
- Q
- R
- S
- T
- U
- V
- W
- X
- Y
- Z

## S
- sb : simple brin
- SDS (sodium dodecyl sulfate) : laurylsulfate de sodium ou dodécylsulfate de sodium
- SDS-PAGE (sodium dodecyl sulfate polyacrylamide gel electrophoresis) : électrophorèse sur gel de polyacrylamide en présence de dodécylsulfate de sodium
- SHH : sonic hedgehog
- SINE (short interspersed nuclear elements) : petit élément nucléaire intercalé
- siRNA (small interfering RNA) : petit ARN interférent
- SLN : signal de localisation nucléaire
- SNP (single-nucleotide polymorphism) : polymorphisme nucléotidique
- snRNP (small nuclear ribonucleoprotein) : petite ribonucléoprotéine nucléaire
- SSB (single-strand binding protein) : protéine de liaison à l'ADN simple brin
- SSCP (single strand confomation polymorphism) : polymorphisme de conformation des simples brins
- SSR (simple sequence repeat) : microsatellite
- STR (short tandem repeats) : microsatellite

- Haut – A
- B
- C
- D
- E
- F
- G
- H
- I
- J
- K
- L
- M
- N
- O
- P
- Q
- R
- S
- T
- U
- V
- W
- X
- Y
- Z

## T
- Tampon TAE
- Tampon TBE
- TBP (TATA-binding protein) : voir facteurs généraux de transcription
- TCA (trichloroacetic acid) : acide trichloroacétique
- TEMED : tétra-méthyl-éthylènediamine
- TEP : tomographie par émission de positons
- TIR : (Tandem invert repeat) répétition inversé des extrémités
- TIRF (total internal reflection fluorescence) : microscope de fluorescence par réflexion totale interne
- TMP : thymidine monophosphate
- T-RFLP (terminal restriction fragment length polymorphism) : polymorphisme de longueur des fragments de restriction terminaux
- TPP : thiamine pyrophosphate

- Haut – A
- B
- C
- D
- E
- F
- G
- H
- I
- J
- K
- L
- M
- N
- O
- P
- Q
- R
- S
- T
- U
- V
- W
- X
- Y
- Z

## U
- UMP : uridine monophosphate
- UTR (untranslated regions ) : Région non traduite

- Haut – A
- B
- C
- D
- E
- F
- G
- H
- I
- J
- K
- L
- M
- N
- O
- P
- Q
- R
- S
- T
- U
- V
- W
- X
- Y
- Z

## V
- VIH : virus de l'immunodéficience humaine
- VIP (vasoactive intestinal peptide) : peptide vasoactif intestinal
- VNTR (variable number tandem repeats) : voir séquence répétée

- Haut – A
- B
- C
- D
- E
- F
- G
- H
- I
- J
- K
- L
- M
- N
- O
- P
- Q
- R
- S
- T
- U
- V
- W
- X
- Y
- Z

## Y
- YAC (yeast artificial chromosome) : chromosome artificiel de levure

- Haut – A
- B
- C
- D
- E
- F
- G
- H
- I
- J
- K
- L
- M
- N
- O
- P
- Q
- R
- S
- T
- U
- V
- W
- X
- Y
- Z